# NWE Nr. 51 und 52
Die Lokomotiven Nr. 51 und 52 waren zwei von der Firma Borsig 1922 und 1924 hergestellte Malletlokomotiven der Nordhausen-Wernigeroder Eisenbahn-Gesellschaft (NWE).

## Geschichte

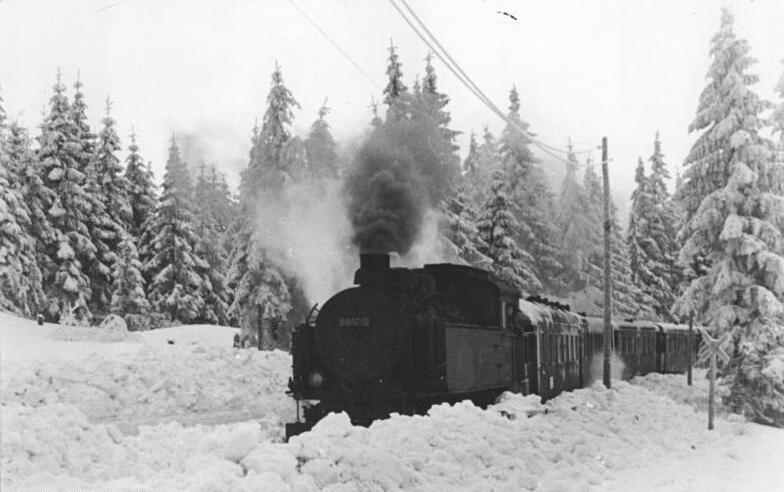
99 6012 (ex NWE 52) mit einem Sonderzug auf den Brocken (1953)

Für den gestiegenen Verkehr, vor allem auf der Strecke zum Brocken, benötigte die NWE leistungsfähige Lokomotiven. So erfolgte die Bestellung dieser beiden Lokomotiven. Sie waren stark, aber mit einer Dienstlast von 53 t auch recht schwer. Daraus ergaben sich ungünstige Fahreigenschaften, auch waren die Lokomotiven recht störanfällig, so dass sie nicht sehr beliebt waren. Beide Lokomotiven wurden am 1. April 1949 von der Deutschen Reichsbahn mit den Nummern 99 6011 und 6012 übernommen und waren bis 1956 im Einsatz. 99 6011 kam 1959 nach Gera, wo sie nur 1960 im Einsatz war. 1966 wurde sie ausgemustert. 1964 war der Schwesterlok schon das Gleiche widerfahren.

## Technische Merkmale
Die beiden Lokomotiven waren Heißdampf-Verbundlokomotiven der Bauart Mallet. Sie hatten zwei zweiachsige Triebgestelle, in dem jeweils die zweite Achse angetrieben war, sowie je eine Vorlauf- und Nachlaufachse. Der Antrieb erfolgte über eine Heusinger-Steuerung.
Außer der üblichen Hardy-Saugluftbremse hatten sie auch noch eine Riggenbach-Gegendruckbremse. Bei der 99 6011 wurden für den Einsatz in Gera diese Bremsen entfernt und dafür eine dort übliche Knorr-Druckluftbremse eingebaut.
Die Vorräte wurden auf der Lok mitgeführt.
Die kleinen Treibräder in Verbindung mit dem kurzen Radstand sorgte für eine unruhigen Lauf, und die Lokomotiven neigten zum Entgleisen.